# Postumus gall császár
Marcus Cassianius Latinius Postumus (? – 268) római hadvezér, a Gall Birodalom császára 258–268 között, Gallienus ellencsászára. 

## A hatalom megszerzése
Postumus életének korai szakasza kevéssé ismert, de valószínűleg gall ősökkel rendelkezett, és mint gall származású katona került be a római hadseregbe, ahol karrierje folyamatosan felfelé ívelt. Kormányzója lett Germania Superior, vagy más adatok szerint Germania Inferior provinciának. Gallienus császár 258-ban a Dunához utazott, hogy megszemlélje a limest, míg Gallienus fia, Salonius Colonia városában maradt Postumusszal és Silvanusszal, Postumus hadvezértársával. Postumus a Rajna vonalát védte az alemann és frank csapatoktól, és támadásaikat sikeresen vissza is verte. A csaták után Silvanus a hadizsákmányt be akarta szolgáltatni a kincstárnak, míg Postumus a katonák között akarta szétosztani. Postumus megtámadta Coloniát, amit Silvanus és Salonius testőrsége védett. A várost elfoglalták, Silvanust és Saloniust megölték és Postumust császárrá kiáltották ki katonái (258).

## Uralkodása
Postumus uralma – mint a Gall Birodalom császára – kiterjedt Gallia, Hispania, Germania és Britannia tartományokra. A birodalom fővárosa Colonia lett, saját szenátussal, konzulokkal és pretoriánus gárdával. Postumus pénzt veretett, és eredményesen védte meg országát a germán betörésektől. 
263-ban Gallienus császár hadjáratot vezetett Postumus ellen, aki azonban sikeresen védekezett. Gallienus súlyosan megsérült és visszatért Rómába. Többször már nem is próbálkozott támadást vezetni Postumus ellen.
Aureolus, Gallienus egyik hadvezére, aki Mediolanum város parancsnoka volt, 268-ban fellázadt Gallienus ellen, mire Gallienus ostrom alá vette a várost. Aureolus felajánlotta városát Postumusnak, ha segíti az ostromlottakat a védekezésben. Postumus elutasította a kérést, holott Mediolanum fontos stratégiai pont lehetett volna Postumusnak egy Róma ellen indítandó későbbi hadjárathoz. Mediolanum ostroma közben maga Gallienus császár is meghalt. 

A római birodalmak 271-ben, Aurelianus hadjáratai előtt

## Halála
Ugyanebben az évben, 268-ban Mogontiacumban egy katonai lázadás tört ki. Laelianus, Postumus egyik katonai vezére, akit a XXII. Legio Primigenia és a VIII. legio Augusta is támogatott, császárrá kiáltotta ki magát. Habár Postumus elfoglalta Mogontiacumot és megölte Laelianust, a saját csapatai fölött elvesztette az irányítást, így végül Postumust saját emberei ölték meg Mogontiacumban. Postumus örökösei Victorinus – aki már korábban Postumus társcsászára lett – és Marcus Aurelius Marius lettek, aki azonban csak rövid ideig volt hatalmon, és elvesztette az uralmat Britannia és Hispania fölött.